# Ophion crassus
Ophion crassus là một loài tò vò trong họ Ichneumonidae.